# 上野山勝也
上野山 勝也（うえのやま かつや、1982年7月18日 - ）は、大阪府出身の実業家。PKSHA Technology創業者および代表取締役。

## 経歴
- 灘高等学校卒業
- 東京大学大学院工学系研究科博士課程修了
- 2007年 ボストン・コンサルティング・グループ入社
- 2011年 GREE International,Inc.（米国）参画
- 東京大学復学、松尾豊研究室にて機械学習を研究
- 工学博士号（機械学習）取得
- 2012年10月 PKSHA Technology設立、取締役に就任
- 2016年6月　PKSHA Technology代表取締役に就任
- 2017年 東証マザーズに上場
- 2020年 世界経済フォーラム ヤング・グローバル・リーダーズに選出
- 2021年6月　弁護士ドットコム社外取締役
- 2023年10月　デジタル庁参与
- 2025年6月　防衛科学技術委員会委員

## 創業期
PKSHA Technologyの設立は、上野山の学生時代のシリコンバレー訪問にまで遡る。この経験が後の起業の原点となった。
上野山は東京大学大学院工学系研究科修了後、ボストン・コンサルティング・グループ（BCG）に入社。コンサルタントとしてデジタル業界を中心に活動する中で、ソフトウェア技術の重要性を認識。より専門的な技術知識の習得を目指し、東京大学に復学。松尾豊研究室において機械学習を研究し、工学博士号を取得した。

### 設立と初期成長
2012年、深層学習（ディープラーニング）技術のブレイクスルーを契機として、松尾研究室のメンバーと共にPKSHA Technologyを設立。「人とソフトウェアの共進化」をビジョンに掲げ、アルゴリズムサプライヤーとしての事業を開始した。
創業期における同社の特徴として以下が挙げられる。
- アカデミックな専門性を活かした研究開発型ビジネスモデル
- 創業時からの黒字経営の実現
- LINE、リクルートなど大手企業との取引関係構築
- 多領域でのソリューション展開（自然言語処理、画像認識、機械学習など）
- 学習進化型アルゴリズムという独自のビジネスモデル確立

### 成長と上場
2017年9月、設立から約5年で東京証券取引所マザーズ（現グロース）への上場を果たす。この急成長について上野山は、「崖から身を投げるような決死の覚悟とはちょっと違う」と述べており、市場ニーズとデジタル技術への情熱が自然な形で結実した結果だったとしている。

## 近年の活動
- 対話型AIアシスタントの導入実績が累計約4330社に到達
- 内閣官房デジタル市場競争会議構成員として活動
- 内閣官房デジタル行財政改革会議構成員
- デジタル庁参与として公務に従事
- 生成系AI時代における個性重視のAIサービス開発を提唱
- カスタマーサクセス領域やエンプロイーサクセス領域での事業展開
- 社会におけるAI/ソフトウェアのあり方の検討・提言